# フランチェスコ・ヴィカーリ
フランチェスコ・ヴィカーリ（Francesco Vicari、1994年8月3日 - ）はイタリア・ローマ出身のサッカー選手。ポジションはDF。SSCバーリ所属。

## 経歴
ローマに生まれ、地元のターラントFCの下部組織に所属した。2012年夏、ノヴァーラ・カルチョのリザーブチームに加入する。2012-2013シーズンにトップチームに昇格し、2015-2016シーズンは6番を着用した。